# Lagarfoss
La Lagarfoss est une petite cascade d'Islande située dans le Nord-Est du pays. Elle constitue la source de la Lagarfljót au sens strict, le cours supérieur de la rivière étant appelé Jökulsá í Fljótsdal et son cours moyen étant occupé par le Lögurinn, un lac de plusieurs kilomètres de longueur dont l'extrémité septentrionale est marquée par la chute d'eau.
À côté de la cascade a été construite la centrale hydroélectrique de Lagarfossvirkjun.